# 大阪市立都島中学校
大阪市立都島中学校（おおさかしりつ みやこじま ちゅうがっこう）は、大阪府大阪市都島区にある公立中学校。
従来の大阪市立桜宮中学校の校区の一部を分離し、1958年に現在地に開校した。 太平洋戦争の戦災復興に伴う土地区画事業で、当初は公園用地として計画されていた場所を、学校敷地に用途変更して設置されている。
また大阪市立総合医療センター内に院内学級を設置し、同病院に入院中の生徒への教育をおこなっている。

## 沿革
- 1958年4月1日 - 大阪市立都島中学校として、現在地に開校。
- 1958年4月23日 - 開校式・校舎落成式を実施。この日を創立記念日とする。
- 1994年4月1日 - 大阪市立総合医療センター院内学級を設置。

## 通学区域
- 大阪市立中野小学校と大阪市立都島小学校の通学区域。

## 交通・アクセス方法
- JR西日本（大阪環状線）桜ノ宮駅より南東へ約700m
- Osaka Metro（谷町線）都島駅より南へ約700m
- 大阪シティバス・都島区役所前バス停